# Das Kriminalmuseum: Fünf Fotos
Fünf Fotos ist der erste Fernsehfilm der Krimireihe Das Kriminalmuseum. Die deutsche Erstausstrahlung erfolgte am 4. April 1963 um 21 Uhr im ZDF.

## Inhalt
In der Nähe von Possenhofen am Ufer des Starnberger Sees fotografiert ein Unbekannter eine blutverschmierte Leiche. Die Aufnahmen werden auf den Namen Fritz Müller zur Entwicklung in einer Drogerie in München abgegeben. Jutta, die Tochter des Drogeriebesitzers Merkel, entwickelt die Fotos und ist schockiert, als sie darauf den offensichtlich erschossenen Mann sieht. Der Angestellte Heinz Hillmann, mit dem Jutta einst eine Affäre hatte, überzeugt den kauzigen Drogisten Merkel, die Fotos zur Polizei zu bringen. Die Kriminalinspektoren Lehndorf und Dr. Gottlieb stehen vor einem Rätsel und schicken Merkel einen Beamten mit, da Müller die Fotos noch am gleichen Abend abholen wollte. Einige Zeit nach Feierabend, als der Polizist die Drogerie wieder verlassen hat, begegnet Jutta Merkel dem mysteriösen Müller im Dunkeln. Sie kann fliehen und eilt direkt zur Pension, in der Heinz Hillmann wohnt. Dort befinden sich auch die Schauspielerin Veronica Martell, die das aufgeregte Gespräch zwischen Hillmann und Jutta belauscht, sowie Rittmeister von Rellstab. Noch am selben Abend steigt ein gewisser Direktor Lutz in einem Münchener Hotel ab.
Am nächsten Morgen kann Kriminalinspektor Gottlieb die Identität des Toten auf den Fotos feststellen. Es handelt sich um den Düsseldorfer Bankkassierer Egon Gallreiter, der laut Fahndungsblatt mit 135.000 DM flüchtig ist. Gottliebs Kollege Lehndorf will Heinz Hillmann aufsuchen und findet ihn ermordet in der Pension vor. Unterdessen wartet Direktor Lutz im Hotel auf seine Abreise, die sich aufgrund von Nebel auf dem Flugfeld jedoch bis auf Weiteres verzögert. Inzwischen wissen die Ermittler, dass Hillmann bereits am Vorabend erschlagen wurde. Sowohl Rittmeister von Rellstab als auch die Schauspielerin Veronica Martell haben für die Tatzeit ein handfestes Alibi.
Die Polizei steht vor einem Rätsel, zudem man bei dem ermordeten Hillmann den Abholschein für die Fotos mit dem Toten gefunden hat. Inspektor Gottlieb fährt zur Drogerie Merkel, wo zum Erstaunen aller der gesuchte Müller auftaucht. Dieser behauptet aber, dass er Lambert heiße und in der Drogerie keine Fotos entwickeln ließ. Gottlieb lässt ihn direkt verhaften. In Hillmanns Notizbuch entdeckt Kriminalinspektor Lehndorf einen Hinweis auf Direktor Lutz, den er sogleich im Hotel Splendid aufsucht. Lutz erzählt, dass er Hillmann seit dem Besuch der Handelsschule und vom Fußball kenne. Er habe am Vorabend vergeblich auf dessen Anruf gewartet. Inspektor Gottlieb findet unterdessen heraus, dass es sich bei dem vermeintlichen Müller tatsächlich um einen Mann namens Lambert handelt, der zudem auch ein Alibi vorweisen kann. Zur gleichen Zeit meldet sich eine Pensionswirtin auf einer Polizeistation, bei der der seinerzeit flüchtige Egon Gallreiter untergetaucht war.
Für die Inspektoren wendet sich das Blatt, nachdem man Gallreiters Auto mit Hillmanns Fingerabdrücken gefunden hat. Es verdichten sich auch die Hinweise, dass Hillmann im Besitz des Geldes des zuvor ermordeten Gallreiters war. In Hillmanns Fotoalben entdecken die Ermittler schließlich ein Bild, auf dem sowohl Gallreiter als auch Hillmann als Mitglieder einer Fußballmannschaft zu sehen sind. Kriminalinspektor Lehndorf wird nun schlagartig klar, dass es sich bei Direktor Lutz um den angeblich ermordeten Egon Gallreiter handelt. Dieser hatte sich von Hillmann als Leiche fotografieren lassen, um unter falscher Identität unterzutauchen. Anschließend hat Hillmann die Fotos Jutta Merkel zugespielt und behauptet, dass diese von dem vermeintlichen Müller stammen. Bei der Geldübergabe für die geschossenen Fotos kam es schließlich zu einem Streit und Gallreiter alias Lutz ermordete Hillmann. Die Beamten kommen fast zu spät auf die Zusammenhänge, da Gallreiter bereits auf der Flucht in die Schweiz ist. Noch vor der Grenze kommt dessen Wagen von der Fahrbahn ab und Gallreiter stirbt.

## Hintergrund
Der Fernsehfilm Fünf Fotos war der Auftakt der Krimireihe Das Kriminalmuseum. Die deutsche Erstausstrahlung erfolgte am 4. April 1963 um 21.00 Uhr im ZDF, das erst vier Tage auf Sendung war. Nach der am Tag zuvor gestarteten Vorabendserie Die Karte mit dem Luchskopf gilt Das Kriminalmuseum als zweite Krimiserie des Senders und als dessen erste im Abendprogramm.
Helmut Ringelmann, damals Geschäftsführer der produzierenden Intertel Television GmbH, verpflichtete Helmuth Ashley als Regisseur. Dieser hatte vorher ausschließlich für das Kino gearbeitet und startete mit dieser Arbeit seine Karriere als vielbeschäftigter Fernsehregisseur. An der Produktion waren außerdem der Kameramann Franz Xaver Lederle sowie Max Mellin als Szenenbildner beteiligt. Die Musik schrieb Martin Böttcher, dessen Titelmusik auch im Vorspann der weiteren Folgen zu hören war.
Ebenso überzeugte die Besetzung mit vielen namhaften Schauspielern. Die Hauptdarsteller Horst Niendorf und Reinhard Glemnitz waren noch in weiteren Folgen der Reihe zu sehen. Glemnitz ist zudem im Serienvorspann als Off-Sprecher zu hören. Horst Naumann, der in dieser Folge als Krimineller zu sehen ist, spielte in der fünften Folge Die Nadel einen der Ermittler. Auch Heini Göbel, Ellen Umlauf, Herbert Tiede, Heinz Spitzner und Alexander Allerson wirkten in späteren Folgen der Sendereihe mit.